# 高橋義人 (ドイツ文学者)
高橋 義人（たかはし よしと、1945年10月20日 - ）は、日本のドイツ文学者。平安女学院大学国際観光学部特任教授（国際観光学）、立命館大学文学部客員教授、京都大学名誉教授。専攻はゲーテを中心とした自然学、ドイツ文学・思想。

## 来歴
栃木県生まれ。慶應義塾大学文学部を経て、1973年同大学院博士課程文学研究科単位修了退学。同助手を経て、1976年、京都大学教養部に赴任。同大助教授・教授、1992年に京都大学大学院人間・環境学研究科教授、2009年退職後は、平安女学院大学特任教授や財団法人日独文化研究所理事を務めた。日本学術会議会員。
「ゲーテ論文」は多数の共編著で出している。

## 著書
- 『形態と象徴 ゲーテと「緑の自然科学」』 岩波書店、1988年
- 『魔女とヨーロッパ』 岩波書店、1995年、新版・岩波人文書セレクション、2011年
- 『ドイツ人のこころ』 岩波新書、1993年
- 『グリム童話の世界 ヨーロッパ文化の深層へ』 岩波新書、2006年
- 『悪魔の神話学』 岩波書店、2018年

## 翻訳
- ゲーテ『自然と象徴 自然科学論集』 前田富士男共編訳、冨山房百科文庫、1982年、ISBN 4572001332。のち新装版
- ゲーテ『完訳版 色彩論』（全2巻別冊1）、前田富士男共訳、工作舎、1999年 ISBN 4875023200
- ゲーテ『動物学』、木村直司編「全集（14） 自然科学論」潮出版社 1980年、新版2003年 ISBN 4267016747
- オットー・F・ボルノー 『ディルタイとフッサール 20世紀哲学の源流』 岩波書店、1986年

## 共編著
- 『グノーシス 陰の精神史』 岩波書店、2001年、大貫隆、島薗進、村上陽一郎と
- 『グノーシス 異端と近代』 岩波書店、2001年。同上、姉妹編
- 『文化における〈歴史〉 日独文化研究所シンポジウム』 日独文化研究所、2006年、芦津丈夫、木村敏、大橋良介と
- 『文化における〈時間〉 日独文化研究所シンポジウム』 日独文化研究所、2010年、木村敏、大橋良介、谷徹と
- 『グリム童話の深層をよむ ドイツ・メルヘンへの誘い』 NHK出版、2012年9月
  - カルチャーラジオ シリーズ文学の世界、2012年10-12月放送テキスト
- 『10代のための古典名句名言』 岩波ジュニア新書、2013年、佐藤文隆共著